# Li Shuang
Li Shuang 李爽 est une artiste peintre née à Pékin (Chine) en 1957. Elle travaille à Paris depuis 1984.

## Biographie
Née en 1957, Li Shuang  est issue d'une famille lettrée. Son grand-père était antiquaire, tandis que son père enseigna l'architecture à l'université et sa mère l'anglais.
La famille de Li Shuang a été frappée d'anathème en 1957. Au cours de la répression des Cent fleurs, quand Shuang avait un an, son père a été condamné au láodòng gǎizào (la rééducation par le travail : travail forcé, autocritique forcée)). Il est retourné au camp avec sa femme en 1965, à l'avènement de la révolution culturelle. Les grands-parents ont alors recueilli Shuang.
En 1979 Li Shuang est un des membres fondateurs du groupe Les Etoiles, premier mouvement artistique d'avant-garde à réclamer la liberté de l'art en Chine. Ce mouvement organisa deux expositions qui brisèrent l'orthodoxie du parti communiste et posèrent les jalons de la future liberté de l'expression artistique en Chine. Les principaux membres de l'association étaient Huang Rui, Ma Desheng, Wang Keping, Yan Li, Qu Leilei, Mao Lizi, Bo Yun, Zhong Acheng, Yang Yiping,  Ai Weiwei et enfin bien sûr Li Shuang,.
Pour apprécier pleinement la signification des premières expositions des Etoiles, il faut être conscient des grandes difficultés qu'avaient avant les artistes : isolés et constamment réprimés par le régime communiste. Trente ans auparavant, Mao Zedong avait proclamé les canons officiels du réalisme socialisme. Les artistes devaient rejeter toute forme d'expression individuelle. Pendant la Révolution culturelle (1966-1976) plusieurs artistes souffrirent la critique d'être des intellectuels partisans et devaient effectuer des travaux forcés à la campagne. Le groupe des Etoiles fit un geste de bravoure incroyable pour rétablir l'idée : « Je suis moi même ». La plupart des artistes des Etoiles n'avaient pas reçu de formation artistique et n'étaient pas affiliés avec des institutions officielles d'art. Leur exposition établissait leur position non officielle vers le monde de l'art chinois.
Le 19 septembre 1981, Li Shuang est arrêtée en plein centre de Pékin, embarquée dans une jeep de la Gongan'ju, Service de la Sécurité publique du ministère de l'intérieur. Elle restera en prison près de deux ans, officiellement pour avoir voulu épouser un diplomate français en poste à Pékin. Sa version est différente : « J’ai payé pour Les Étoiles. Pendant des semaines, je n’ai été interrogée que sur ce mouvement. La police voulait que je les dénonce. J’ai été torturée, placée dans l’obscurité totale, dans ce que je crois être un puits qui puait tout ce que vous pouvez imaginer, pendant une durée que j’évalue à vingt-cinq heures, mais je n’ai jamais signé les papiers qu’ils me soumettaient. Pendant la première année, je n’ai eu le droit à aucune visite. Je n’ai été libérée qu’au bout de deux ans, après que Mitterrand a évoqué mon cas avec Deng Xiaoping ». Elle s'est installée ensuite en France.
En 2005, le critique d'art Michel Nuridsany écrivait : « Face au déferlement de modernité sauvage qui envahit les cimaises chinoises, l'œuvre de Li Shuang frappe par son inactualité, son absence de fébrilité, de hâte, son intensité ».
Les artistes du groupe des Etoiles continuent à briller sur le marché international : Mao Lizi, Ma Desheng, Yang  Yiping, Wang Keping, Ai Weiwei et Li Shuang. Selon le rapport annuel Artprice 2006/2007 du marché de l'art contemporain, Li Shuang a totalisé sur les années 2006-2007 175451 euros de vente aux enchères sur les grandes places du marché de l'art (12 lots vendus). L'enchère la plus haute s'est élevée à 34738 euros. Ce qui toujours selon le rapport artprice l'a placée au 325e rang mondial.

## Expositions
| Liste des expositions individuelles - 1984 : Galerie J & J. Donguy, Paris. - 1985 : UNESCO, Paris. - 1985 : Musée Municipal et galerie Lettres ou Palette Épernay, France. - 1985 : Galerie James Mayor, Paris. - 1986 : Ingrid’s Gallery, Los Altos (Californie)\|Los Altos, Californie, États-Unis\|USA. - 1986 : Pontius Galleries, Mountain View (Californie)\|Mountain View, Californie, États-Unis\|USA. - 1987 : Galerie des Clarisses, Charolles, France. - 1989 : Galerie Art et Communication, Paris. - 1990 : Musée Municipal, Vervins, France. - 1991 : Saint Aignan, Ex-Prévôté, France. - 1995 : Galerie Bellefroid, Paris. - 2000 : Galerie Leda Fletcher, Genève, Suisse. - 2002 : Galerie Leda Fletcher, Genève, Suisse. - 2003 : Galerie De Arte, Nantes, France. - 2004 : Université de Brest, France. - 2004 : Galerie du Triangle, Lyon, France. - 2004 : Galerie Cathay, Paris. - 2004 : Galerie du Monde, Hong Kong. - 2005 : Galerie De Arte, Nantes, France. - 2005 : Galerie du Triangle, Lyon, France. - 2006 : « Serene Complexity », Galerie du Monde, Hong Kong. - 2006 : Galerie du Triangle, Lyon, France. - 2006 : Linda Museum, Pékin, Chine. - 2007 : Galerie Cathay, Paris. - 2007 : Linda Gallery, Singapour. - 2007 : « Far From The Madding Crowd », KwaiFungHin Art Gallery, Hong Kong. - 2007 : Galerie du Triangle, Lyon, France. - 2008 : Dunhuang Art Center, Shanghai, Chine. - 2008 : Willem Kerseboom Gallery, Amsterdam, Pays-Bas. - 2009 : Galerie du Triangle "exposition de collages", Lyon,France. - 2010 : Galerie Cathay, Paris. - 2010 : Galerie Dialogue"Rêve des papillons", Pékin. - 2012 : Galerie du Triangle "Union", Lyon,France. - 2014 : Musée Today "7 consciences du monde", Pékin,Chine. - 2014 : Institut Français "Se rencontrer" - La vie est un collage", Pékin,Chine. - 2015 : Art Basel Hong Kong Art Central "Gaïa Terre" Hong Kong,Chine. | Liste des expositions en groupe - 2004 : Opera Gallery, Singapour; Miami (États-Unis\|USA). - 2005 : REFLECTION, Two artists, Art Beatus Gallery, Vancouver, Canada. - 2005 : Les coups de cœur de la galerie, Galerie Cathay, Paris. - 2005 : De la Cité Interdite à la Malmaison – La Chine à Rueil, Rueil-Malmaison, France. - 2005 : Art, Singapour. - 2005 : Galerie du Dauphin, Singapour. - 2006 : Crid’Art, Amnéville, France. - 2006 : “China Heat”, Linda Gallery, Jakarta, Indonésie. - 2006 : China International Gallery Exposition 2006, (Pékin\|Beijing World Trade Center) - 2006 : Art Singapour - 2006 : Art Pékin\|Beijing. - 2007 : China International Gallery Exposition 2007, Pékin, Chine. - 2007 : Art Singapour - 2007 : Galerie du Monde, « In celebration of a new habitat », Hong Kong. - 2007 : Origin Point—Star Group Retrospective Exhibition, Pékin\|Beijing Today Art Museum - 2007 : PAN Amsterdam, Willem Kerseboom Gallery, Pays-Bas. - 2008 : ARTPARIS 08, Galerie Raymond Dreyfus, Paris. - 2008 : Shanghai Spring Art Salon, Chine. - 2008 : Art Amsterdam 2008, Willem Kerseboom Gallery, Pays-Bas. - 2008 : Art Beijing 2008, Pékin, Chine - 2008 : PAN Amsterdam, Pays-Bas. - 2009 : Asia society "Light before Dawn" New York, USA. - 2011 : Mairie d'Avignon Avignon, France. - 2013 : Asia society "Light before Dawn" Hong Kong, Chine. - 2013 : Art Roch "A la recherche de l'Absolu"" Paris, France. - 2014 : Art Basel Boers-Li Gallery Bâle,Suisse. - 2015 : Art Basel Hong Kong Boers-Li Gallery Hong Kong,Chine. |